# Ким Вон Иль (боксёр)
Ким Вон Иль (кор. 김원일; род. 3 января 1982) — корейский боксёр, представитель легчайшей и полулёгкой весовых категорий. Состоял в сборной Южной Кореи по боксу на всём протяжении 2000-х годов, чемпион Азиатских игр, дважды бронзовый призёр чемпионатов Азии, победитель и призёр многих турниров международного значения, участник летних Олимпийских игр в Афинах.

## Биография
Ким Вон Иль родился 3 января 1982 года.
Первого серьёзного успеха на взрослом международном уровне добился в сезоне 2002 года, когда вошёл в основной состав южнокорейской национальной сборной и выступил на домашних Азиатских играх в Пусане, где одолел всех своих оппонентов в зачёте легчайшей весовой категории, в том числе взял верх над такими сильными боксёрами как Абдусалом Хасанов и Бекзод Хидиров в полуфинале и финале соответственно.
В 2004 году стал бронзовым призёром чемпионата Азии в Пуэрто-Принсесе и благодаря череде удачных выступлений удостоился права защищать честь страны на летних Олимпийских играх в Афинах — здесь уже в первом бою категории до 54 кг его остановил представитель Таиланда Ворапой Петчкум, ставший в итоге серебряным призёром этого олимпийского турнира.
После афинской Олимпиады Ким остался в составе главной боксёрской команды Южной Кореи и продолжил принимать участие в крупнейших международных турнирах. Так, в 2005 году в полулёгком весе он завоевал бронзовую медаль на азиатском первенстве в Хошимине, выступил на Кубке мира в Москве и на международном турнире «Золотой пояс» в Бухаресте, боксировал на чемпионате мира в Мяньяне, где на стадии 1/32 финала потерпел поражение от украинца Дмитрия Буленкова.
В 2007 году участвовал в боксёрском турнире Всемирных военных игр в Индии, но попасть здесь в число призёров не смог, остановившись в 1/8 финала.